# 中央文教小组
中央文教小组，是已撤销的中共中央的小组，直属中共中央政治局和中共中央书记处。

## 沿革
1958年6月10日，中共中央发出《关于成立财经、政法、外事、科学、文教小组的通知》，称这些小组是党中央的，直属中央政治局和书记处，中央文教小组组长为陆定一，副组长为康生。
1959年11月2日，中共中央书记处开会讨论理论工作问题，会议决定成立中央理论小组，作为中央文教小组的分组，由康生、陈伯达分任组长和副组长。按照中共中央书记处的指示精神，中央文教小组布置了编写马克思主义哲学（和政治经济学）教科书的任务。要求同时编六本书，其中北京地区编三本，外地编三本。1960年4月24日，举行了书稿讨论的总结性会议，当时叫座谈会，主要由康生、陈伯达等人讲话。座谈会上，胡绳借用中共中央宣传部部长陆定一的名字，说六本书最终定为一本，康生插话说“是陆定一”（意为将六本书集中起来编为一本）。1960年夏秋，中央理论小组作出调整，教科书由胡绳、艾思奇共同主持组织编写。1961年夏，书稿完成，胡绳、艾思奇、关锋、韩树英、肖前、邢贲思6人到北戴河终审定稿。书名由胡绳定为《辩证唯物主义 历史唯物主义》，主编署名艾思奇。这是中国自己编写的第一本马克思主义哲学教科书，1961年11月由人民出版社出版。毛泽东得知该书编成后说：“我们中国有了自己一本半教科书了。”（“半本”是指由于光远、苏星主编并已出版的《政治经济学》资本主义部分，社会主义部分未能编出来。）但毛泽东对该书没作任何评价。
1961年2月7日，中共中央批转中央文教小组《关于一九六一年和今后一个时期文化教育工作安排的报告》。
1966年文革初期，随着陆定一被打倒，中央文教小组也消失。

## 组成人员
组长
- 陆定一（1958年－1966年）[5]

副组长
- 康生（1958年－1966年）[5]

组员
- 陈伯达（1958年－？）[5]
- 林枫（1958年－？）[5]
- 胡乔木（1958年－？）[5]
- 张际春（1958年－？）[5]
- 周扬（1958年－？）[5]
- 杨秀峰（1958年－？）[5]
- 钱俊瑞（1958年－？）[5]
- 张子意（1958年－？）[5]
- 刘志坚（？－？）[5]
- 徐冰（？－？）[5]
- 荣高棠（？－？）[5]
- 徐运北（？－？）[5]
- 胡克实（？－？）[5]
- 张修竹（？－？）[5]
- 罗琼（？－？）[5]